# Tvärspoltjärnen
Tvärspoltjärnen är en sjö i Örnsköldsviks kommun i Ångermanland och ingår i Ångermanälvens huvudavrinningsområde. Sjön har en area på 0,0184 kvadratkilometer och ligger 310 meter över havet. Sjön avvattnas av vattendraget Brandsbäcken.

## Delavrinningsområde
Tvärspoltjärnen ingår i det delavrinningsområde (702384-159010) som SMHI kallar för Utloppet av Tvärspoltjärnen. Medelhöjden är 354 meter över havet och ytan är 3,59 kvadratkilometer. Det finns inga avrinningsområden uppströms utan avrinningsområdet är högsta punkten. Brandsbäcken som avvattnar avrinningsområdet har biflödesordning 3, vilket innebär att vattnet flödar genom totalt 3 vattendrag innan det når havet efter 43 kilometer. Avrinningsområdet består mestadels av skog (91 procent).